# Койрова падь
Койрова падь (также встречается название Полковничья падь) — падь в Зиминском районе Иркутской области. Находится на территории Батаминского муниципального образования.

## Происхождение названия
По некоторым данным падь получила название ещё в царские времена. Тогда планировалось начать добычу меди в Саянах, для чего была проложена дорога, связывающая Зиму и село Зулумай. Однако дорога шла через болота, что вызывало большие трудности для экспедиций геологов. По легенде везли однажды по этой дороге через болота необходимый для горных работ огромный котёл, который очень дорого обошлся государственной казне. Однако из-за оплошности и огромной массы котла он ушёл под воду. Доставкой оборудования руководил полковник Койра, который, испугавшись гнева и немилости Екатерины II, застрелился в этом месте. С тех пор и называют его Койрова падь. Однако, по словам жителей с. Батама ранее в с. Басалаевка проживал человек по фамилии Койра, который был владельцем этой земли.

## Состояние
В настоящий момент Койрова падь представляет собой падь, заросшую болотной кочкой и практически непроходимую.